# 밀레 예디나크
마이클 존 "마일" 제디낙(영어: Michael John "Mile" Jedinak, 1984년 8월 3일 ~ )은 오스트레일리아의 전 축구 선수로, 포지션은 수비형 미드필더이다.

## 국가대표 득점 기록
| #   | 날짜             | 장소                                             | 상대           | 득점 | 결과 | 대회                                |
| --- | ---------------- | ------------------------------------------------ | -------------- | ---- | ---- | ----------------------------------- |
| 1   | 2011년 1월 14일  | 카타르, 도하                                     | 대한민국       | 1-1  | 무   | 2011년 AFC 아시안컵                 |
| 2   | 2011년 1월 18일  | 카타르, 도하                                     | 바레인         | 1-0  | 승   | 2011년 AFC 아시안컵                 |
| 3   | 2011년 10월 11일 | 오스트레일리아, 시드니                           | 오만           | 1-1  | 승   | 2014년 FIFA 월드컵 아시아 지역 예선 |
| 4   | 2014년 3월 5일   | 잉글랜드, 런던                                   | 에콰도르       | 2-0  | 패   | 친선 경기                           |
| 5   | 2014년 6월 18일  | 브라질, 포르투알레그리                           | 네덜란드       | 3-2  | 패   | 2014년 FIFA 월드컵                  |
| 6   | 2014년 9월 8일   | 잉글랜드, 런던                                   | 사우디아라비아 | 2-0  | 승   | 친선 경기                           |
| 7   | 2015년 1월 9일   | 멜버른 렉탱귤러 스타디움, 멜버른, 오스트레일리아 | 쿠웨이트       | 3–1  | 4–1  | 2015년 AFC 아시안컵                 |
| 8.  | 2015년 3월 25일  | 프리츠 발터 슈타디온, 카이저슬라우테른, 독일     | 독일           | 2–1  | 2–2  | 친선 경기                           |
| 9.  | 2015년 6월 17일  | 스파르타크 스타디움, 비슈케크, 키르기스스탄      | 키르기스스탄   | 1–0  | 2–1  | 2018년 FIFA 월드컵 아시아 지역 예선 |
| 10. | 2015년 11월 12일 | 캔버라 스타디움, 캔버라, 오스트레일리아          | 키르기스스탄   | 1–0  | 3–0  | 2018년 FIFA 월드컵 아시아 지역 예선 |
| 11. | 2015년 11월 17일 | 방가반두 국립경기장, 다카, 방글라데시            | 방글라데시     | 4–0  | 4–0  | 2018년 FIFA 월드컵 아시아 지역 예선 |
| 12. | 2016년 3월 24일  | 애들레이드 오벌, 애들레이드, 오스트레일리아      | 타지키스탄     | 2–0  | 7–0  | 2018년 FIFA 월드컵 아시아 지역 예선 |
| 13. | 2016년 10월 11일 | 도클랜즈 스타디움 멜버른, 오스트레일리아         | 일본           | 1–1  | 1-1  | 2018년 FIFA 월드컵 아시아 지역 예선 |
| 14. | 2016년 11월 15일 | 라차망칼라 스타디움, 방콕, 태국                  | 태국           | 1–0  | 2-2  | 2018년 FIFA 월드컵 아시아 지역 예선 |
| 15. | 2016년 11월 15일 | 라차망칼라 스타디움, 방콕, 태국                  | 태국           | 2–2  | 2-2  | 2018년 FIFA 월드컵 아시아 지역 예선 |
| 16. | 2017년 11월 15일 | 스타디움 오스트레일리아, 시드니, 오스트레일리아  | 온두라스       | 1–0  | 3-1  | 2018년 FIFA 월드컵 예선             |
| 17. | 2017년 11월 15일 | 스타디움 오스트레일리아, 시드니, 오스트레일리아  | 온두라스       | 2–0  | 3-1  | 2018년 FIFA 월드컵 예선             |
| 18. | 2017년 11월 15일 | 스타디움 오스트레일리아, 시드니, 오스트레일리아  | 온두라스       | 3–0  | 3-1  | 2018년 FIFA 월드컵 예선             |
| 19. | 2018년 6월 16일  | 카잔 아레나, 카잔, 러시아                        | 프랑스         | 1–1  | 1-2  | 2018년 FIFA 월드컵                  |
| 20. | 2018년 6월 21일  | 사마라 아레나, 사마라, 러시아                    | 덴마크         | 1–1  | 1-1  | 2018년 FIFA 월드컵                  |

## 수상

### 클럽
시드니 유나이티드
- NSW 프리미어리그: 2006

센트럴코스트 매리너스
- A리그: 2007-08

크리스털 팰리스
- 풋볼 리그 챔피언십 플레이오프: 2013

### 개인
- 매리너스 메달: 2007-08
- PFA A리그 시즌 팀: 2008-09
- 크리스털 팰리스 올해의 선수: 2012-13
- FFA 올해의 남자 축구 선수: 2013
- AFC 올해의 해외파선수상 : 2014